# Anicka Newell
Anicka Newell (ur. 5 sierpnia 1993) – kanadyjska lekkoatletka specjalizująca się w skoku o tyczce.
Bez awansu do finału startowała w 2016 na igrzyskach olimpijskich w Rio de Janeiro. Dwunasta zawodniczka mistrzostw świata w Londynie (2017).
Medalistka mistrzostw Kanady.
Rekordy życiowe: stadion – 4,65 (13 czerwca 2017, San Marcos); hala – 4,70 (2 stycznia 2021, Belton).

## Osiągnięcia
| Rok  | Impreza                    | Miejsce        | Pozycja           | Wynik |
| ---- | -------------------------- | -------------- | ----------------- | ----- |
| 2016 | Igrzyska olimpijskie       | Rio de Janeiro | el. – 29. miejsce | 4,15  |
| 2017 | Mistrzostwa świata         | Londyn         | 12. miejsce       | 4,45  |
| 2018 | Igrzyska Wspólnoty Narodów | Gold Coast     | 7. miejsce        | 4,30  |
| 2021 | Igrzyska olimpijskie       | Tokio          | –                 | NM    |
| 2022 | Mistrzostwa świata         | Eugene         | 9. miejsce        | 4,45  |
| 2022 | Igrzyska Wspólnoty Narodów | Birmingham     | 5. miejsce        | 4,35  |
| 2023 | Mistrzostwa świata         | Budapeszt      | el. – 24. miejsce | 4,35  |
| 2024 | Igrzyska olimpijskie       | Paryż          | el. – 26. miejsce | 4,40  |